# Simplicius

Simplicius, född i Tivoli, död 10 mars 483, var påve från den 3 mars 468 till sin död. Han vördas som helgon i Romersk-katolska kyrkan, med minnesdag den 10 mars.

## Biografi
Enligt Liber Pontificalis var Simplicius son till en medborgare i Tivoli vid namn Castinus, och efter påve Hilarius död valdes han till dennes efterträdare. Att utnämnas som ny påve dessa tider var inte utan att ge sig in i svårigheter. Under hans pontifikat föll Västromerska riket.
Sedan mordet på kejsar Valentinianus III år 455 hade det varit en snabb följd av kejsare av Västromerska riket som avlöste varandra, och hotet om krig och revolution var alltid påtagligt. Herulerna följde andra germaners fotspår och kom till Italien, och deras ledare Odovakar krossade Västrom genom att avsätta den siste kejsaren, Romulus Augustulus, och själv anta titeln kung av Italien. Fastän Odovakar var arian behandlade han Katolska kyrkan med stor respekt; han såg till att deras organisation inte märkte mycket av det förändrade statsskicket. 
Under den monofysitiska striden, som ännu utspelade sig i Östromerska riket, försvarade Simplicius kyrkans oberoende mot caesaropapismen som Bysantinska rikets härskare utövade, och han hävdade den apostoliska auktoriteten i trosfrågor. Den 28:e paragrafen från konciliet i Chalkedon (451) försäkrade patriarken av Konstantinopel samma hedersprivilegier som biskopen i äldre Rom, fastän den senare hade primat och högsta hedersrang. De påvliga legaterna protesterade mot denna upphöjelse av patriarken av Konstantinopel, och påve Leo bekräftade endast konciliets beslut om dogmatik. Patriarken av Konstantinopel försökte emellertid driva igenom paragrafen, och kejsar Leo I från bysantinska riket begärde att Simplicius skulle godkänna den. Simplicius avfärdade dock kejsarens begäran, och minskade istället de orientaliska patriarkernas rättigheter.
År 476 drev Basiliscus uppror kejsar Zeno i landsflykt från bysantinska riket och han uppsteg själv på tronen. Detta intensifierade den monofysitiska striden. Basiliscus sökte sig till monofysiterna för stöd, och gav de avsatta patriarkerna Timotheus Ailurus av Alexandria och Petrus Fullo av Antiochia tillåtelse att återinta sina patriarkat. Samtidigt utfärdade han ett religionsedikt (Enkyklikon) till Ailurus och beslutade att bara de första tre ekumeniska koncilierna skulle erkännas, varigenom han förnekade konciliet i Chalkedon och påve Leos brev.
Alla biskopar anmodades att skriva under ediktet. Biskopen av Konstantinopel, Acacios, tvekade och tänkte först skriva under. Men folkets starka motstånd fick biskopen att ändra sig och gå i opposition mot kejsaren. Abbotarna och prästerna i Konstantinopel tog Simplicius parti, vilken försökte vidhålla de katolska dogmerna, såsom de bland annat definierats vid konciliet i Chalkedon. Påven vädjade till lojalitet i brev till Acacios, till präster och abbotar, likväl som till Basiliscus själv. I ett brev till Basiliscus, daterat den 10 januari 476, skriver Simplicius om Heliga stolen: ”Densamma norm av apostolisk doktrin vidhålls med fasthet av hans [Petrus] efterträdare, denne som Herren anförtrodde hela flocken av sina får, denne Han lovade att inte lämna förrän tidens slut.”
På samma sätt tog Simplicius upp fallet med kejsaren om den katolska patriarken av Alexandria, Timotheus Salophakiolus, som hade störtats av Ailurus. När kejsar Zeno drev iväg Ailurus år 477 och återställde föregående ordning, sände han en katolsk trosbekännelse till påven, varpå Simplicius den 9 oktober 477 gratulerade honom till att ha återvunnit makten och uppmanade honom att ge äran till Gud som på detta sätt hade önskat ge kyrkan friheten tillbaka.
Zeno återtog Basiliscus religionsedikt samt bannlyste Peter Fullo från Antiochia och återuppsatte Timotheus Salophakiolus på biskopsstolen i Alexandria. Han vidtog inga åtgärder mot Ailurus på grund av hans höga ålder, och faktum är att denne snart avled. Monofysiterna i Alexandria förde nu fram Petrus Mongus, Ailurus förre ärkediakon, som dennes efterträdare. Uppmanad av Simplicius och de östra katolikerna, beordrade Zeno att Petrus Mongus skulle bannlysas, men denne lyckades undkomma och gömma sig i Alexandria, och rädslan för monofysiterna avhöll kejsaren från att tillgripa våld. 
I ett ögonblick av svaghet hade Salophakiolus tillåtit att den monofysitiske patriarken Dioscuros namn fördes upp på diptykerna. Den 13 mars 478 skrev Simplicius till Acacios att han borde övertala Salophakiolus till att stryka denna skam han ådragit sig. Salophakiolus sände då legater till Rom med brev för att blidka påven. På begäran av Acacios, som ännu aktivt bekämpade monofysitismen, fördömde påven Mongus, Fullo, Paulus av Efesus, och Johannes av Apamea, som kättare, och överlämnade till patriarken i Konstantinopel att verkställa beslutet.
När monofysiterna i Antiochia gjorde uppror mot patriarken Stefan II år 497 och dödade honom, konsekrerade Acacios Stefan III, och därefter Kaldendionus som Stefans efterträdare. Simplicius krävde med stor häftighet att kejsaren skulle straffa patriarkens mördare och omvärderade samtidigt Acacios för sin inblandning i konsekrationen.
Efter Salophakiolus död valde monofysiterna i Alexandria återigen Petrus Mongus som patriark, medan katolikerna valde Johannes Talaia. Både Acacios och kejsaren, som han påverkade, blev motståndare till Talaia för att istället ställa sig bakom Mongus anspråk. Mongus begav sig till Konstantinopel för att driva sin sak. Han och Acacios kom överens om ett fördrag mellan katolikerna och monofysiterna, vilket godkändes av kejsar Zeno år 482 (Henotikon). 
Talaia hade sänt legater till Simplicius för att meddela om sin utnämning. Påven mottog dock samtidigt brev från kejsaren, i vilket Talaia anklagades för mutbrott och otillbörlig påverkan och där kejsaren begärde att Mongus skulle godtas. Av den anledningen dröjde Simplicius att svara Talaia, men han protesterade kraftigt mot att Mongus upphöjts till patriark av Alexandria. Acacios vidhöll dock sin allians med Mongus och försökte övertyga de östliga biskoparna om att de borde ställa sig på deras sida. Under en lång tid framöver sände inte Acacios någon korrespondens av något slag till påven, vilket Simplicius klandrade honom för i ett brev. När Talaia så småningom anlände till Rom år 483 hade Simplicius avlidit.
Simplicius pastorala omsorger för den västliga kyrkan hanterade han med nit, trots de försvårande omständigheterna som folkvandringstiden innebar för kyrkan. Han utsåg biskop Zeno av Sevilla till sin ställföreträdare i Spanien, så att påvens prerogativ skulle verkställas i landet. När biskop Johannes av Ravenna år 482 utropade Mutina som hans jurisdiktions underlydande, och utan större åthävanden konsekrerade biskop Georgius för denna stol, opponerade sig Simplicius och hävdade Heliga stolens överhet.
Simplicius grundade fyra nya kyrkor i själva Rom. En stor rotunda på Caelius ombildades till kyrka och invigdes till den förste martyren, Stefanos; huvuddelen av denna kyrka finns bevarad såsom Santo Stefano Rotondo. En förnämlig hall nära Santa Maria Maggiore skänktes till kyrkan och invigdes till Sankt Andreas – Sant'Andrea Catabarbara – samt utsmyckades med en absid med mosaik; den finns inte bevarad. Påven lät uppföra en kyrka – Santo Stefano all'Agro Verano – även den helgad åt den förste martyren, Stefanos, bakom San Lorenzo in Agro Verano; inte heller denna kyrka finns kvar. Den fjärde kyrkan uppfördes till minne av jungfrumartyren Balbina, "juxta palatium Licinianum", där hennes grav var; den kyrkan finns kvar, Santa Balbina.
I syfte att säkerställa kyrkans reguljära verksamhet, det vill säga förrättning av dop och kyrkotukt i gravkyrkorna utanför stadsmurarna, Peterskyrkan, San Paolo fuori le Mura, och San Lorenzo fuori le Mura, utsåg Simplicius tre församlingar i staden att i en given ordning dela dessa religiösa funktioner. 
Simplicius begravdes i Peterskyrkan på Vatikanen.